# Nafeez Mosaddeq Ahmed
Compléments
nafeezahmed.com
Nafeez Mosaddeq Ahmed, né en novembre 1978, est un politologue britannique d'origine bangladaise, également rédacteur au journal The Guardian. 

## Biographie
(novembre 2019).
Ahmed est directeur de l’Institute for Policy Research and Development de Brighton et chroniqueur politique des émissions en bengali de la BBC. 
En 2003, son premier livre, La Guerre contre la liberté, est sélectionné pour l'obtention du Prix Napoli,.
Dans son livre La Guerre contre la vérité publié en 2005 il interprète le traitement des attentats du 11 septembre 2001 comme une opération des États-Unis pour justifier leur continuation de l'ancienne politique coloniale britannique en Afghanistan et en Irak.[réf. nécessaire]
Le livre a été salué par le commentateur Yasmin Alibhai-Brown dans The Independent : "Dans son livre troublant et bien documenté, The War on Truth, Nafeez Mosaddeq Ahmed retrace les jeux inavouables des États-Unis avec la complaisance du Royaume-Uni avec les terroristes islamiques, qui flirtent avec eux quand cela leur convient et se retournent ensuite contre eux."
Sur les théories complotistes du 11 septembre 2001, il précise : "J'ai écrit à plusieurs reprises que de simples anomalies physiques ne peuvent être utilisées pour justifier les conclusions d'une conspiration gouvernementale. ... Je finis par énerver tout le monde, les militants des bords opposés et beaucoup d'autres entre les deux."

## Publications

### D'origines, en anglais
- The War on Freedom: How and Why America was Attacked, September 11, 2001 (avec John Leonard)  (ISBN 0-930852-40-0)
- Behind the War on Terror : Western Secret Strategy and the Struggle for Iraq  (ISBN 0-86571-506-8)
- The War on Truth: 9/11, Disinformation, and the Anatomy of Terrorism,  (ISBN 1-56656-596-0), 459 pages, Olive Branch Press, 2005.
- The London Bombings: An Independent Inquiry, Duckworth, 2006  (ISBN 0-7156-3583-2)
- A User's Guide to the Crisis of Civilization: And How to Save it (un documentaire The Crisiz of Civilization de Dean Puckett en est tiré), Pluto Press, 2010,  (ISBN 978-0745330532)

### Traduites en français
- La Guerre contre la vérité : 11 Septembre, désinformation et anatomie du terrorisme [« The War on Truth: 9/11, Disinformation, and the Anatomy of Terrorism »], Demi-Lune, 2006, 512 p. (ISBN 978-2-9525571-5-3, lire en ligne)